# Alberto Manguel
Alberto Manguel (Buenos Aires, 13 de março de 1948) é um escritor, tradutor, ensaísta e editor argentino e atualmente cidadão canadense. 
É autor de vários livros de não-ficção e análise literária, a maioria deles em inglês. Por mais de 20 anos, Alberto editou antologias literárias de vários temas e gêneros, indo desde obras eróticas a história de fantasia e mistério. De julho de 2016 a agosto de 2018 foi diretor da Biblioteca Nacional da Argentina, no lugar de Horacio González.

## Biografia
Alberto nasceu em 1948, na capital argentina. É filho de Pablo e Rosalia Manguel, ambos de origem judaica. Seus primeiros cinco anos foram passados em Israel onde seu pai era o embaixador argentino no país. Aos sete anos, a família retornou à Argentina. Ainda adolescente, Alberto conheceu o escritor Jorge Luis Borges, em uma livraria em Buenos Aires, onde trabalhava depois da escola. Como Borges estava quase cego, ele pedia a ajuda dos outros para que lesse para ele e Alberto se tornou um de seus muitos leitores, várias vezes por semana, de 1964 a 1968.
Em Buenos Aires, Alberto estudou no Colegio Nacional de Buenos Aires, de 1961 a 1966. Entre seus professores estavam figuras notáveis da elite argentina, como o historiador Alberto Salas e o crítico literário Enrique Pezzoni. Alberto ingressou na Universidade de Buenos Aires, no curso de Filosofia e Letras, mas cursou apenas um ano e abandonou. Trabalhou na Editorial Galerna, recém fundada na época, criada por Guillermo Schavelzon, que 25 anos depois se estabeleceria em Barcelona e se tornaria o agente literário de Alberto.

### 1970s
Em 1971, Alberto morou em Paris e em Londres, onde recebeu o Premio La Nación, por uma coletânea de contos. O prêmio foi dividido com o escritor Bernardo Schiavetta. Em 1972, retornou à Argentina como editor estrangeiro da editora Franco Maria Ricci, de Milão. Lá conheceu Gianni Guadalupi que sugeriu que escrevessem juntos o livro The Dictionary of Imaginary Places. O livro faz uma viagem a lugares da fantasia como ilhas, cidades e outras localidades da literatura como Ruritania, Shangri-La, Xanadu e Atlantis, entre outros.
Em 1976, mudou-se para o Taiti, onde trabalhou como editor para a Les Éditions du Pacifique, até 1977. Trabalhou para a mesma empresa em Paris por um ano. Em 1978, se estabeleceu na vila de Milford, em Surrey, na Inglaterra onde dirigiu por algum tempo uma editora chamada Ram Publishing Company. Em 1979, Alberto retornou ao Taiti para trabalhar mais uma vez para a Les Éditions du Pacifique, até 1982.

### 1980 - 1990
Em 1982, Alberto se mudou para Toronto, no Canadá, onde morou até 2000. Tornou-se cidadão canadense neste período, onde escreveu para o The Globe and Mail (Toronto), The Times Literary Supplement (London), The Village Voice (New York), The Washington Post, The Sydney Morning Herald, The Australian Review of Books, The New York Times and Svenska Dagbladet de Estocolmo, além de resenhar peças de teatro e livros para a Canadian Broadcasting Corporation.
Em 1983, escolheu os contos para uma de suas mais conhecidas antologias, Black Water: The Book of Fantastic Literature. Seu primeiro romance, "News From a Foreign Country Came", ganhou o McKitterick Prize, do Reino Unido, em 1992. Em 1997, Alberto traduziu para o inglês The Anatomist, primeiro romance do escritor argentino Federico Andahazi. Foi indicado como Distinto Escritor Visitante pelo Markin-Flanagan Distinguished Writers Program, da Universidade de Calgary, de 1997 a 1999.

### 2000
Em 2000, Alberto se mudou para a região de Poitou-Charentes, na França, onde comprou e reformou um mosteiro medieval junto de seu atual parceiro Craig Stephenson. Uma das reformas feitas foi para acomodar sua biblioteca de 40 mil livros. Em setembro de 2020, sua biblioteca foi doada para o futuro Centro de Estudos da História da Leitura (CEHL) do qual será o dirigente, passando a viver na cidade de Lisboa.
Alberto ocupava a Cátedra Cortázar, da Universidade de Guadalajara, no México, em 2007, mesmo ano em que recebeu o doutorado honorário pela Universidade de Lieja. Em 2008, o Centro Georges Pompidou, em Paris, o homenageou como parte das celebrações dos 30 anos do centro, convidando-o para um programa de palestras, filmes e mesas redondas por três meses.
É colunista da revista Geist, revista literária canadense publicada trimestralmente desde 1990.

## Vida pessoal
Alberto foi casado com Pauline Ann Brewer de 1975 a 1986, com quem teve três filhos, Alice Emily, Rachel Claire e Rupert Tobias. Após seu divórcio em 1987, Alberto casou-se com Craig Stephenson, com quem está desde então.

## Obras

### Romances
- News From a Foreign Country Came (1991), ISBN 0517583437
- Stevenson under the Palm Trees (2003), ISBN 0887621384
  - no Brasil: Stevenson sob as palmeiras, 2000, Companhia das Letras, ISBN 9788571649835
- El regreso (A Return, 2005), ISBN 9500426536
  - em Portugal: O regresso, 2009, Teorema, ISBN 9789726958789
- Un amant très vétilleux (The Overdiscriminating Lover, 2005), ISBN 9782742754380
  - no Brasil: O amante detalhista, 2005, Companhia das Letras, ISBN 9788535906813
  - em Portugal: O amante extremamente minucioso, 2011, Teorema, ISBN 9789726959724
- Todos los hombres son mentirosos (All Men Are Liars), ISBN 9788498673401
  - no Brasil: Todos os homens são mentirosos, 2010, Companhia das Letras, ISBN 9788535917451
  - em Portugal: Todos os homens são mentirosos: o que é a verdade?, 2010, Teorema, ISBN 9789726959144
  - em Portugal: Todos os homens são mentirosos, 2023, Tinta da China, ISBN 9789896717391
- Mientras embalo mi biblioteca (2017)
  - no Brasil: Encaixotando minha biblioteca: uma elegia e dez digressões, 2021, Companhia das Letras, ISBN 9786559210886
  - em Portugal: Embalando a minha biblioteca: uma elegia e dez divagações, 2018, Tinta da China, ISBN 9789896714260

### Antologias
- Black Water: The Book of Fantastic Literature (1983), ISBN 0517552698
- Dark Arrows: Chronicles of Revenge (1985), ISBN 014007712X
- Other Fires: Short Fiction by Latin American Women (1986), ISBN 0886190657
- Evening Games: Chronicles of Parents and Children (1986), ISBN 0140077138
- Chronicles of Marriage (1988), ISBN 014009928X
- The Oxford Book of Canadian Ghost Stories (1990), ISBN 019540761X
- Black Water 2: More Tales of the Fantastic (1990), ISBN 0886191246
- Soho Square III (1990), ISBN 0747507163
- Seasons (1990), ISBN 9780385252652
- White Fire - further fantastic literature (1990), ISBN 0330313800
- Canadian Mystery Stories (1991), ISBN 0195408209
- The Gates of Paradise: The Anthology of Erotic Short Literature (1993), ISBN 0921912471
- Meanwhile, In Another Part of the Forest: Gay Stories from Alice Munro to Yukio Mishima (1994), ISBN 0394280121
- The Second Gates of Paradise: The Anthology of Erotic Short Literature (1994), ISBN 0921912773
- Lost Words (1996), ISBN 9780904286564
- By the Light of the Glow-worm Lamp: Three Centuries of Reflections on Nature (1998y), ISBN 0306459914
- Mothers & Daughters (1998), ISBN 1551921278
- Fathers & Sons (1998), ISBN 1551921294
- The Ark in the Garden: Fables for Our Times (1998), ISBN 155199030X
- God's Spies: Stories in Defiance of Oppression (1999), ISBN 1551990407
- The Penguin Book of Christmas Stories (2005), ISBN 0670064491
- The Penguin Book of Summer Stories (2007), ISBN 9780143056294

### Não ficção
- The Dictionary of Imaginary Places, com Gianni Guadalupi (1980), ISBN 0025464000
  - no Brasil: Dicionário de lugares imaginários, 2003, Companhia das Letras, ISBN 9788535904253
  - em Portugal: Dicionário de lugares imaginários, 2013, Tinta da China, ISBN 9789896711900
- A History of Reading (1996), ISBN 0394280326
  - no Brasil: Uma história da leitura, 1997, Companhia das Letras, ISBN 9788571647008
  - em Portugal: Uma história da leitura, 1999, Editorial Presença, ISBN 9789722323390
  - em Portugal: Uma história da leitura, 2020, Tinta da China, ISBN 9789896715885
- Bride of Frankenstein (1997), ISBN 0851706088
- Into the Looking Glass Wood (1998), ISBN 0676971350
  - no Brasil: No bosque do espelho, 2000, Companhia das Letras, ISBN 9788535900750
  - em Portugal: No bosque do espelho, 2009, Dom Quixote, ISBN 9788535900750
- A Visit to the Dream Bookseller / Ein Besuch beim Traumbuchhändler (1998)
- Reading Pictures: A History of Love and Hate (2000), ISBN 0676971326
  - no Brasil: Lendo imagens, 2001, Companhia das Letras, ISBN 9788535901498
  - em Portugal: Ler imagens: em que pensamos quando olhamos para arte, 2020, Edições 70, ISBN 9789724422688
- Kipling: A Brief Biography for Young Adults (2000), ISBN 1896209483
- Comment Pinocchio apprit à lire (How Pinocchio Learned to Read, 2000), ISBN 2888881020
- A Reading Diary (2004), ISBN 0676975909
  - em Portugal: Um diário de leituras, 2008, Asa, ISBN 9789724153773
  - em Portugal: Um diário de leituras, 2022, Tinta da China, ISBN 9789896716738
- With Borges (2004), ISBN 0887621465
  - no Brasil: Com Borges, 2020, Âyiné, ISBN 9788592649319
  - em Portugal: Com Borges, 2020, Tinta da China, ISBN 9789896715526
- The Library at Night (2006), ISBN 0676975887
  - no Brasil: A biblioteca à noite, 2006, Companhia das Letras, ISBN 978-8535908817
  - em Portugal: A biblioteca à noite, 2006, Tinta da China, ISBN 9789896713409
- Nuevo elogio de la locura (At the Mad Hatter’s Table, 2006), ISBN 9789500427623
- Magic Land of Toys (2006), ISBN 9780865651760
- The City of Words (CBC Massey Lecture) (2007), ISBN 0887847633
  - no Brasil: A cidade das palavras: as histórias que contamos para saber quem somos, 2018, Companhia das Letras, ISBN 9788535912975
  - em Portugal: A cidade das palavras, 2011, Gradiva, ISBN 9789896164300
- Homer's The Iliad and The Odyssey: A Biography (2007), ISBN 9780802143822
  - no Brasil: Ilíada e Odisséia: uma biografia, 2008, Zahar, ISBN 9788537800782
- A Reader on Reading (2010), ISBN 9780300159820
- The Traveler, the Tower, and the Worm: the Reader as Metaphor (2013), ISBN 9780812245233
  - no Brasil: O leitor como metáfora: o viajante, a torre e a traça, 2017, Sesc SP, ISBN 9788594930569
- Curiosity (2015)
  - no Brasil: Uma história natural da curiosidade, 2016, Companhia das Letras, ISBN 978-8537800782
  - em Portugal: Uma história da curiosidade, 2015, Tinta da China, ISBN 9789896712723